# Naturschutzgebiet Schönwolder Moor
Das Naturschutzgebiet Schönwolder Moor ist ein 142 Hektar umfassendes Naturschutzgebiet in Mecklenburg-Vorpommern unmittelbar südöstlich von Schönwolde. Die Unterschutzstellung erfolgte am 1. Juni 1972. Das Schutzziel besteht im Erhalt eines Hochmoores. Das Naturschutzgebiet liegt im Biosphärenreservat Schaalsee.
Der heutige Gebietszustand wird als unbefriedigend angesehen, da der Wasserhaushalt der Flächen durch Entwässerungen in der Vergangenheit gestört ist. Bisher konnten auch die seit 1992 erfolgten Grabenverschlüsse keine Wasserstandsanhebung bewirken. Ein Projekt zum Erhalt der Kranichbrutplätze im Moor wird (Stand 2009) durchgeführt.
Das Naturschutzgebiet ist deckungsgleich mit dem gleichnamigen FFH-Gebiet.
Ein Betreten der Flächen ist nicht möglich.